# من قتل سارة (فلم)
من قتل سارة هو فيلم يندرج تحت تصنيف دراما، غموض، جريمة والفيلم من تمثيل إيما شاه وإخراج محمد السبر، أنتج 2014 بدعم من مهرجان دبي السينمائي ولم يعرض حتى الآن.

## عن الفيلم
تدور قصة الفيلم عن فتاة تخترق خصوصيتها الآمنة في غرفتها من خلال عدسة الموبايل الذي تملكه وتخترق من جهات غير معروفة بالفيلم ولكنها تبرز في وجود السيميولوجيا والتي تمكن من خلالها المشاهد من فك الحلول الممكنة عن طبيعة موضوع القصة من أبعادها المختلفة وتدفعه إلى البحث عن أفكار جديدة تستنتج له بعد مشاهدته الفيلم كاملا.
الفيلم يتجاوز حدود النسق الفنية السينمائية المتعارف عليها لأن موضوعه هو المسيطر في وضعيات كوادر الصور المتحركة، وتؤدي إيما شاه شخصية سارة وهي الرئيسية في الفيلم دور حول فتاة سيكولوجية تتعرض للتحرشات الجنسية من قبل المحارم الأب والأخ، كما أن لها علاقات غير شرعية مع الأصدقاء وخاصة صديقتها ريما.
وتقدم إيما بجرأة غير معتادة عن حالة الارجاز والرقص التعبيري عن الحالة النهائية للوحدة ورفضها للمجتمع وارتجالية خالصة تعتمد على الإيحاء الجسدي في التعبير عن حالتها.
في نهاية الفيلم التي تكون نهاية مفتوحة من خلال ترك المشاهد يكشف عن القاتل الحقيقي بعد أن يدخل غرفة سارة شخص مجهول ويقتلها.

## طاقم الفيلم
الفيلم بطولة: إيما شاه بدور سارة وتمثيل: فهد - سولفينغ كلارك - فيصل الشمري – علي عباس، إنتاج وتأليف وإخراج: محمد السبر. 

## ملخص الفيلم
تدور قصة الفيلم عن فتاة يخترق هاتفها الخلوي من جهات غير معلومة في الفيلم ويحدث أن يشاهد المخترق تفاصيل حياة الفتاة التي تتعرض إلى الاعتداء الجنسي من شقيقها ومن ابيها، يتم الأعتداء على الفتاة من رجل مجهول ليقتلها ولا يتعرف عليه المخترق، تروى القصة على سياق الراوي من متحدثه أمريكية وهي مؤلفة لرواية غامضة الكاتبة سارا ماردوخ.

## وصلات خارجية
من قتل سارة على موقع IMDB.